# Bonaventura Pedemonte i Falguera
Bonaventura Pedemonte i Falguera   (Barcelona, 3 de maig de 1881 - Sant Andreu de la Barca, 3 de setembre de 1950) fou un farmacèutic i historiador català.

## Biografia
Va néixer al domicili familiar de la Ronda de Sant Antoni, 70 de Barcelona com a primer fill de l'advocat Enric Pedemonte i Clarà (1851-1908), natural de Barcelona, i de Joaquima Falguera i Alujas (1860-1930), natural de Sant Andreu de la Barca, que havien contret matrimoni el maig del 1880.
Llicenciat el 1901, l'any següent va obrir una farmàcia al carrer d'Aragó, 228. El 1904 creà el Laboratori Pedemonte, convertit més tard en societat anònima, per a la producció industrial d'específics.
Des del 1901 fou soci de la Institució Catalana d'Història Natural, de la qual fou president el 1904. Col·laborà en diferents associacions com el Centre Excursionista de Catalunya o l'Ateneu Barcelonès, o en publicacions com La Renaixensa o La Veu de Catalunya.
Com a historiador destaca el seu llibre Notes per a la Història de la Baronia de Castellvell de Rosanes del 1927, on repassa la història de Martorell, Abrera, Castellví de Rosanes, Castellbisbal, Sant Andreu de la Barca i Sant Esteve Sesrovires.
Es va casar amb Concepció Feu i Riqué, i, per tant, era gendre de l'arquitecte Modest Feu, que el 1930 va projectar la seva residència d'estiueig a Sant Andreu de la Barca (vegeu Casa Pedemonte).